# برار (مقاطعة كلاردشت)
برار (بالفارسية: برار) هي قرية تقع في قسم بيرون‌بشم الريفي (مقاطعة كلاردشت) في إيران. يقدر عدد سكانها بـ 164 نسمة بحسب إحصاء 2016.